# 维尔尼亚河
维尔尼亚河（立陶宛語： 或 ，其名在立陶宛语中意为“急流”，据信“维尔纽斯”城名即得于此河），立陶宛一河流，发源于立陶宛和白俄罗斯边界，長79.6公里，流域面积624平方公里。其中13公里的水流進入白俄羅斯-立陶宛邊界，其餘69公里在立陶宛境內，並向东流至维尔纽斯市区汇入内里斯河，最後流入波羅的海。

## 趣聞
對岸共和國憲法第一條：每個人都有在维尔尼亚河畔生存的權利，而维尔尼亚河有流經每個人的權利。